# Three (Sugababes)
Three è il terzo album del gruppo musicale pop britannico Sugababes, pubblicato il 27 ottobre 2003 dall'etichetta discografica Island.
Sono stati estratti quattro singoli: Hole in the Head, Too Lost in You, In the Middle e Caught in a Moment. Il primo singolo, Hole in the Head, rappresenta la terza numero uno del gruppo in Gran Bretagna.
Nell'album sono anche contenute tre canzoni interpretate dalle tre componenti in qualità di cantanti soliste: Whatever Makes You Happy, cantata da Keisha Buchanan, Sometimes da Heidi Range e Maya da Mutya Buena. L'album ha debuttato alla numero tre nella classifica britannica.

## Promozione
Dall'album sono stati estratti come singoli i brani Hole in the Head, Too Lost in You, In the Middle e Caught in a Moment.
Nel 2004, Hole in the Head fu trasmessa dalle radio statunitensi con successo. A seguito del tiepido successo del singolo, Three era stato programmato per la pubblicazione negli Stati Uniti con una diversa lista tracce che comprendeva singoli dell'album precedente, Angels with Dirty Faces. L'uscita fu cancellata quando il secondo singolo, Too Lost in You, non ottenne il successo sperato. In Gran Bretagna, l'album è stato certificato due volte disco di platino ed ha venduto più di 855 120 copie. Ha inoltre ricevuto il disco di platino in Europa per aver raggiunto il milione di copie vendute.

## Tracce
CD (Island 986 585-7 (UMG) / EAN 0602498658574)
1. Hole in the Head - 3:38 (Mutya Buena, Keisha Buchanan, Miranda Cooper, Niara Scarlett, Brian Higgins, Tim Powell, Nick Coler, Heidi Range)
2. Watever Makes You Happy - 3:15 (Keisha Buchanan, Craigie, Pete Martin, Steve Crichton)
3. Caught in a Moment - 4:24 (Marius De Vries, Mutya Buena, Keisha Buchanan, Heidi Range, Karen Poole, Jonathan Lipsey)
4. Situation's Heavy - 4:10 (Mutya Buena, Keisha Buchanan, Miranda Cooper, Brian Higgins, Heidi Range, Shawn Lee, Tim Larcombe, Edele Lynch)
5. Million Different Ways - 4:29 (Guy Sigsworth, Mutya Buena, Keisha Buchanan, Felix Howard, Craigie, Heidi Range, Stuart Crichton)
6. We Could Have It All - 3:37 (Johnny Dollar, Mutya Buena, Keisha Buchanan, Felix Howard, Craigie, Heidi Range)
7. Conversation's Over - 4:06 (Mutya Buena, Keisha Buchanan, Heidi Range, Karen Poole, Tom Elmhirst, Jonathan Lipsey)
8. In the Middle - 3:59 (Phil Fuldner, Mutya Buena, Keisha Buchanan, Miranda Cooper, Niara Scarlett, Brian Higgins, Heidi Range, Shawn Lee, Liso Cowling, Andre Tegler, Michael Bellina)
9. Too Lost in You - 3:58 (Diane Warren)
10. Nasty Ghetto - 4:16 (Linda Perry, Mutya Buena, Keisha Buchanan, Heidi Range)
11. Sometimes - 4:34 (Marius De Vries, Mutya Buena, Keisha Buchanan, Felix Howard, Heidi Range, Jonathan Lipsey)
12. Maya - 4:44 (Guy Sigsworth, Mutya Buena, Keisha Buchanan, Craigie, Heidi Range)

## Classifiche
| Classifica (2003) | Posizione raggiunta |
| ----------------- | ------------------- |
| Regno Unito       | 3                   |
| Paesi Bassi       | 4                   |
| Irlanda           | 9                   |
| Svizzera          | 9                   |
| Germania          | 10                  |
| Austria           | 21                  |
| Norvegia          | 22                  |
| Danimarca         | 39                  |
| Finlandia         | 40                  |
| Nuova Zelanda     | 45                  |
| Belgio (Fiandre)  | 50                  |
| Svezia            | 54                  |
| Francia           | 128                 |

## Setlist del tour
1. "Freak like Me"
2. "Overload"
3. "Whatever Makes You Happy"
4. "Run for Cover"
5. Mutya's solo
6. "Supernatural" ¹
7. "Virgin Sexy"
8. "Angels with Dirty Faces"
9. "Million Different Ways"
10. "Nasty Ghetto"
11. Keisha's solo
12. "Buster"
13. "Caught in a Moment"
14. Acoustic medley: "Shape"/"Breathe Easy"
15. "Round Round"
16. Heidi's solo
17. "Stronger"
18. "Too Lost in You"
19. "In the Middle"
20. "Hole in the Head"

¹: eseguita solo al primo concerto